# Лех (дирижабль)

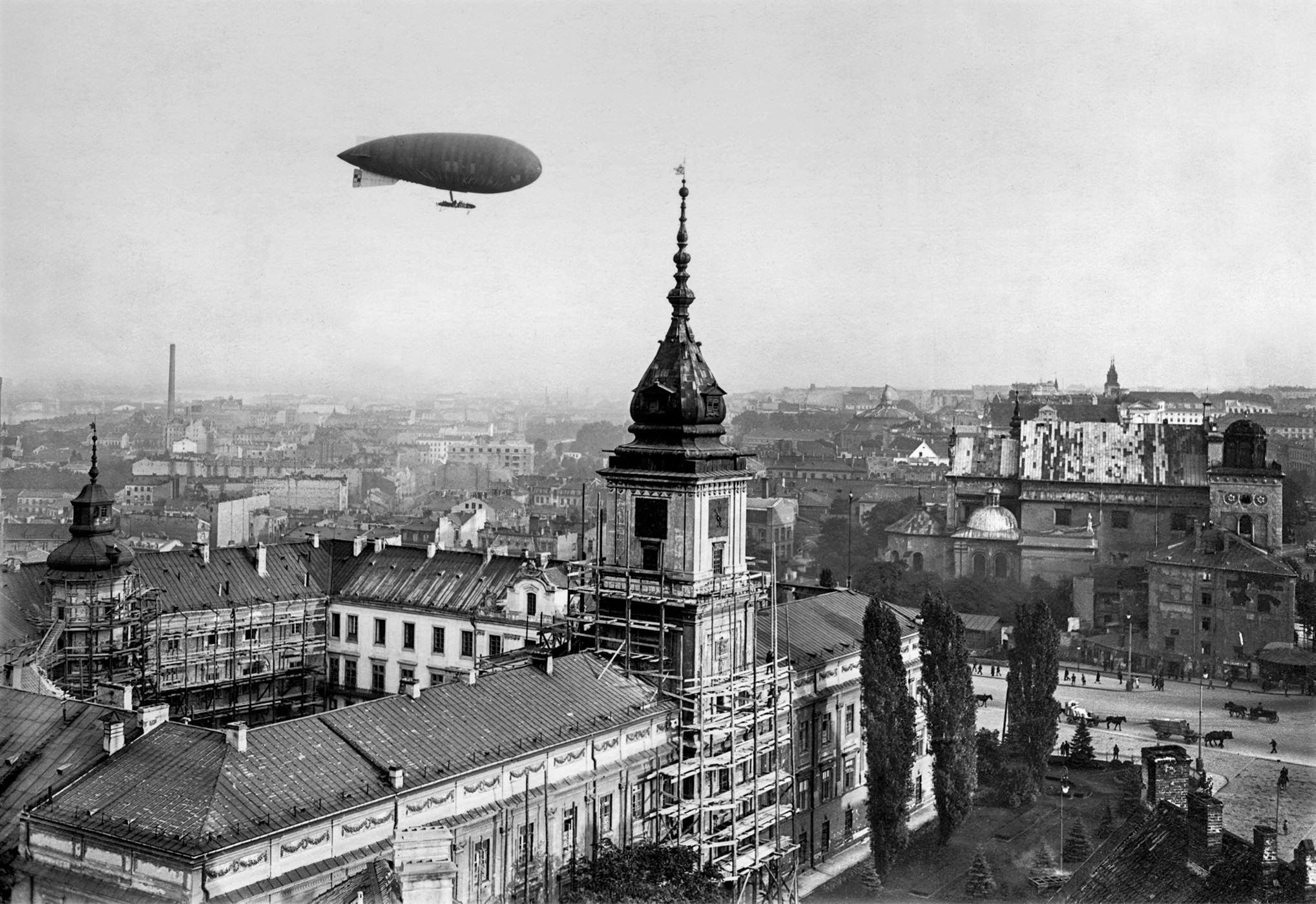
«Лех» над Варшавой в 1926

«Лех» (пол. Lech) — первый польский дирижабль.
Приобретён в 1920 году во Франции, принадлежал к типу Zodiac VZ-11, Vedette и носил имя Commandant Coutelle. Использовался французскими ВМС на Средиземном море. Подобно другим дирижаблям той эпохи, наполнялся взрывоопасным водородом. Силовая установка — два двигателя Renault (в некоторые источниках указываются двигатели Dansette-Gillet, также Anzani), мощностью по 80 л. с.
 Всего во Франции было построено 63 дирижабля этого типа, некоторые из них были проданы Аргентине, США, России и Нидерландам.
Дирижабль, получивший новое польское имя Лех, был доставлен в разобранном виде в порт Данциг в начале 1921 года. В марте того же года его перевезли в Торунь, где он был собран под руководством Збигнева Бурзыньского. В период между 1921 и 1924 он принадлежал торуньской Офицерской школе воздухоплавания, а затем был передан 1-му батальону аэростатов, располагавшемуся там же. Первым командиром был полковник Славомир Билек, затем капитан Казимеж Крачкевич. Лех выполнил множество полётов в Легионово и на познанский аэродром в районе Виняры, где имелись ангары для дирижаблей. Во время этих полётов 18 пилотов и несколько членов экипажа завершили свою лётную подготовку.
2 марта 1928 года Лех был списан и разобран, его оболочка пошла на устройство пяти полевых ангаров.

## Технические данные

### Габариты
- Длина: 50 м
- Диаметр: 12 м
- Объём: 3150 м³
- Дальность действия: 800 km
- Практический потолок: 3000 m
- Моторесурс — до 10 часов
- Грузоподъёмность: до 320 кг бомб.
- Вместимость: 7-8 человек

### Лётные характеристики
- Максимальная скорость: 80 км/ч